# Running mate
Um running mate é um termo em inglês que designa uma pessoa que concorre para um cargo político subordinado a outro numa eleição conjunta.
Usa-se frequentemente como referência ao modo de eleição do vice-presidente dos Estados Unidos da América, em que este é escolhido pelo candidato presidencial.